# Летун (бриг, 1805)
«Летун» — 12-пушечный бриг Балтийского флота Российской империи. Состоял на службе в начале XIX века.

## История службы
Бриг был куплен в 1805 году на острове Мальта. 
12 января 1806 года судно прибыло в Мессину на Сицилии, где присоединилось к эскадре вице-адмирала Д. Н. Сенявина, а 16-18 января вместе с ней перешло на Корфу. В начале февраля того же года «Летуна» послали в Превезский залив к берегам Греции для освобождения русского транспортного судна, захваченного французским капером. 9 февраля брил обстрелял французскую шебеку, которая отошла к берегу под прикрытие батарей. Сопровождая освобожденное судно, «Летун» вернулся на Корфу. 13 февраля вместе с бригом «Феникс» был послан «истребить» французскую шебеку, но из-за мелководья русские корабли не смогли приблизиться к ней на пушечный выстрел и вынуждены были уйти. 30 марта в составе отряда капитана 1-го ранга Г. Г. Белли «Летун» обстрелял крепость Курцало, подойдя к ней на близкую дистанцию. 19 апреля бриг участвовал в высадке десанта у крепости Лезина, а 16 мая вернулся вновь на Корфу.
В июле—сентябре 1806 года бриг «Летун» крейсировал у Новой Рагузы, Курцало и Кастельново, а с ноября 1806-го по март 1807-го находился у острова Браццо, затем прибыл в Кастельново. 22 мая 1807 года в составе отрада капитан-командора И. А. Баратынского бриг пришёл к городу Сполатро. 26 мая корабль участвовал в высадке десанта, который из-за явного преимущества противника вернулся обратно на суда. 28 мая бриг снова участвовал в высадке десанта, взявшего крепость Алмисса. 30 мая «Летун» обстреливал французские войска, затем с отрядом перешел к городу Макарска и 2-3 июня обстреливал береговые укрепления. 6 июня «Летун» с отрядом ушёл к острову Браццо, а затем в Кастельново. 4 июля корабль отражал атаки французов на Кастельново.
14 августа после передачи Кастельново французам «Летун» ушёл с отрядом в Венецию, а 19 сентября прибыл на Корфу. В декабря того же года в составе отряда капитан-командора И. О. Салтанова перешел из Корфу в Триест, а 20 января 1808 в Венецию.
По указу от 27 сентября 1809 года о продаже судов Франции «Летун» был заведён в Арсенал и разоружён. Экипаж вернулся в Россию.

## Командиры
- И. Н. Бутаков (1806–1807)